# Yo (gíria)
Yo é uma interjeição e gíria inglesa, comumente associada ao inglês norte-americano. Foi popularizado pela comunidade ítalo-americana na Filadélfia, Pensilvânia, na década de 1940.
Embora muitas vezes usado como uma saudação, Yo pode vir no final de uma frase, muitas vezes para direcionar o foco para um determinado indivíduo ou grupo ou para ganhar a atenção de outro indivíduo ou grupo.

## Etimologia e história
A interjeição yo foi usada pela primeira vez no inglês médio. Além de yo, às vezes também era escrito io.
Embora o termo possa ter sido usado no século XVI, sua popularidade atual deriva de seu uso na população ítalo-americana da Filadélfia no século XX, que se espalhou para outros grupos étnicos na cidade, principalmente entre os afro-americanos.
A partir do final do século XX, ele apareceu com frequência na música hip hop e tornou-se associado ao inglês vernáculo afro-americano, como pode ser visto no título Yo! MTV Raps, um popular programa de música hip-hop da televisão americana no final dos anos 1980.

## Usos notáveis
Um exemplo frequente da expressão é o ficcional Rocky Balboa, da Filadélfia, onde a palavra é usada em todos os filmes de Rocky e faz parte da linha icônica "Yo, Adrian, I did it!" ("Ei, Adrian, eu consegui!"), que ficou em 80.º lugar na lista das 100 melhores citações de filmes da AFI.
A frase "Yo, Blair. What are you doing?" foi uma saudação informal que o presidente americano George W. Bush deu ao primeiro-ministro britânico Tony Blair durante a cúpula do G8 em São Petersburgo, Rússia, em 17 de julho de 2006.

## Outros usos
- Em Baltimore, e possivelmente em outras cidades, yo (ou uma palavra coincidentemente idêntica a ela) tornou-se um pronome de gênero neutro.[9]